# 朝鮮籍
朝鮮籍（ちょうせんせき）とは、1910年（明治43年）の韓国併合により朝鮮半島が日本の領土となったことに伴って日本国籍とされていた朝鮮民族（旧大韓帝国籍の者）のうち、朝鮮半島が日本の統治下ではなくなった後も引きつづき日本に居住している朝鮮人及びその子孫について、1947年（昭和22年）以降日本の外国人登録制度の対象になったことに伴い、大韓民国を含むいずれの国籍も確認できない者が登録されることになった便宜上の籍（狭義の朝鮮人）である。日本における登録法制上の「記号」であり、国籍を表示する意味は有していない。
日本政府は、朝鮮籍を「朝鮮半島出身者およびその子孫等で，韓国籍をはじめいずれかの国籍があることが確認されていない者」と定義しており、朝鮮籍であっても朝鮮民主主義人民共和国（北朝鮮）の海外公民であるとは言えない（日本政府は北朝鮮を国家承認していないため、北朝鮮籍は存在しないという立場をとっている）。

## 朝鮮籍と韓国籍の成立の背景
韓国併合により日本国籍を付与された旧大韓帝国の臣民については、日本の戸籍とは別に、朝鮮戸籍と称される戸籍が編製され、朝鮮戸籍に登載された者は朝鮮人とすることになった。
日本によるポツダム宣言受諾の結果、それまで朝鮮総督府が管轄していた地域は日本政府の統治下から脱したものの、朝鮮半島は連合国軍の軍政下におかれ、朝鮮民族による有効な独立政府が存在したわけではなかったため、朝鮮人は引き続き日本国籍を有した状態にあった。日本国内においては1947年（昭和22年）に制定されたポツダム命令の一つである外国人登録令（昭和22年勅令第207号）が施行された。これにより、日本に在住する朝鮮戸籍登載者は、日本国籍を持ちながら国籍等の欄に出身地である「朝鮮」という記載がなされた。
その後、1948年（昭和23年）に大韓民国（韓国と通称される）政府が樹立された際、同政府は、当時日本を統治していたGHQ/SCAPに対し、在日朝鮮人は大韓民国成立により韓国籍を取得したことになるとして、外国人登録上「韓国」又は「大韓民国」の国籍表示を用いるよう要請した。そのような事情等を踏まえ、1950年（昭和25年）以降、本人の希望があった場合は、日本における外国人登録上の国籍を韓国又は大韓民国に書き換える措置が採られることになった。当初は単に本人の希望により書換えが行われたが、便宜的すぎるとの批判を受け、1951年（昭和26年）には、韓国政府が発行する国籍証明書を提示した場合に書換えをする扱いがなされるようになった。
1952年（昭和27年）の日本国との平和条約（サンフランシスコ講和条約）の発効により日本が朝鮮の独立を正式に認めたことに伴い、朝鮮戸籍登載者はいわゆる平和条約国籍離脱者として正式に日本国籍を喪失した。同条約の発効日に前述の外国人登録令に代わるものとして外国人登録法（昭和27年法律第125号）が公布・施行され、1965年（昭和40年）の日本国と大韓民国との間の基本関係に関する条約（日韓基本条約）の締結により日本と韓国との国交が結ばれたが、外国人登録の扱いについては同様の取扱いが継続している。
なお、朝鮮籍＝在日朝鮮人、韓国籍＝在日韓国人というわけではない。広義の意味では、何らかの事情で国籍を変更したものの、在日朝鮮人もしくは在日韓国人としてのアイデンティティを持つ者も多いため、それらを含めると在日韓国・朝鮮人の総数はさらに多くなる。

## 推移
2011年（平成23年）末までは外国人登録証明書の「国籍等」欄に「朝鮮」または「韓国」の表記がなされている者を「韓国・朝鮮」に計上されていて、当時の外国人登録者数のうち、現行の出入国管理及び難民認定法第19条の3に規定する「中長期在留者」に該当し得る在留資格をもって在留する者及び「特別永住者」の数を表す。
2012年（平成24年）末の統計からは、在留カード等の「国籍・地域」欄に「韓国」の表記がなされている者を「韓国」に、「朝鮮」の表記がなされている者を「朝鮮」に計上されていて、「中長期在留者」及び「特別永住者」の数である。
2024年（令和6年）末の在留外国人は376万8977人、うち「朝鮮」は2万206人である。
| 年             | 朝鮮                  | 韓国                  |
| -------------- | --------------------- | --------------------- |
| 平成23年(2011) | （韓国・朝鮮）542,182 | （韓国・朝鮮）542,182 |
| 平成24年(2012) | 40,617                | 489,431               |
| 平成25年(2013) | 38,491                | 481,249               |
| 平成26年(2014) | 35,753                | 465,477               |
| 平成27年(2015) | 33,939                | 457,772               |
| 平成28年(2016) | 32,461                | 453,096               |
| 平成29年(2017) | 30,859                | 450,633               |
| 平成30年(2018) | 29,559                | 449,634               |
| 令和元年(2019) | 28,096                | 446,364               |
| 令和2年(2020)  | 27,214                | 426,908               |
| 令和3年(2021)  | 26,312                | 409,855               |
| 令和4年(2022)  | 25,358                | 411,312               |
| 令和5年(2023)  | 24,305                | 410,156               |
| 令和6年(2024)  | 23,206                | 409,238               |

## 登録替えの扱いの差異
朝鮮籍から韓国籍への登録替えの扱いについては、朝鮮籍はあくまでも便宜上のものに過ぎず、本人の出身地を表す以外のものではないとされているのに対し、韓国籍は、韓国政府が発行する国籍証明書の提示に基づくものであり、大韓民国の国籍を示すとされている。そのため、国籍証明書が発行されていれば登録替えは容易である。
これに対し、韓国籍から朝鮮籍への登録替えの扱いについては、国籍の記載を単なる便宜上の籍に戻すものであり、登録替えではなくいわゆる登録事項の訂正であるとの見解が示されている。そのため訂正が認められるのは、国籍証明書の提示等がないため韓国籍の取得が明らかではなかったにもかかわらず、事務取扱上のミス等の理由により韓国籍への書換えが行われた場合であるとされている。
現在では、法務省民事局通達第1810号に記載されている条件、すなわち、書換申請者が大韓民国の国民登録を行なっていないこと、大韓民国の正式旅券の発給を受けていないこと、申請者本人及び父の日本における在留資格が「協定永住」ではない、という3条件が全て満たされていれば、韓国籍から朝鮮籍への書換は可能である。しかし、現在、日本に在住している韓国籍の在日朝鮮人において、通達に示されている3条件を全て満たしている該当者は少ない為、朝鮮籍への書換は事実上困難となっている。

## 両登録籍の扱いの差異と実情
朝鮮籍として外国人登録されている場合でも、韓国籍として登録されている場合でも、日本国内においては、実質的な国籍の問題や国家の承認の問題とは無関係であり、法令上の取扱いを異にしない。そもそも、国籍を取得するか否かは各国の国籍法で定められ他国はそれに干渉することはできず、外国人登録制度上の国籍は各国の国籍法で決定された国籍を反映させるに過ぎない。
しかし、在日韓国・朝鮮人が韓国へ入国する場合などにおいて、韓国政府の入国管理の取扱い上、韓国籍ではなく朝鮮籍であった場合に制限がある、などの事情があり、韓国籍を選択する理由は様々である。一方で従来の外国人登録制度では、現在も日本が国家承認していない朝鮮民主主義人民共和国（北朝鮮）の国籍による外国人登録は認められなかった（2012年7月に制度そのものが廃止された。詳しくは外国人登録制度参照）。
在留カードにおいて、国籍・地域表記欄に「台湾」と記載される者が中華民国籍を有するのとは異なり、朝鮮籍であることと朝鮮民主主義人民共和国の国籍の有無には関わりがない。また、日本は北朝鮮と国交がなく、日本と台湾（中華民国）のような関係でもないため、朝鮮民主主義人民共和国の国籍を有することを理由に北朝鮮などと記載することはできない。このように、法制上は、「朝鮮」の表記は「朝鮮半島出身者及びその子孫等で，韓国籍を始めいずれかの国籍があることが確認されていない者」であることを示している。
なお、朝鮮籍の維持/韓国籍の取得をめぐっては、在日韓国・朝鮮人の間で長きに渡ってさまざまな論争が繰り広げられた。1990年代後半では、作家・李恢成の韓国籍取得（在日朝鮮人文学参照）をきっかけにして、朝鮮籍を「北でも南でもない『準統一国籍』」と考える作家・金石範と、同じく朝鮮籍を維持しつづけていたが金大中政権発足により韓国は民主化したとみなして韓国籍を取得した李恢成とが雑誌媒体を通して論争を繰り広げた。

## 国際私法上の国籍の扱い
国籍を連結点とする私法的法律問題が在日韓国・朝鮮人に生じた場合、当事者の国籍をどのように決定するかが問題となる。
日本の国賠法では相互補償主義を採るため、現在日本では北朝鮮との間に国交が存在しないとされることから、朝鮮籍人への賠償が不可能になるとの考えもある。そのため、裁判実務では朝鮮人には京都地裁昭和48年7月12日のように朝鮮半島に2つの国家が存在するとの事実状態から「北鮮と南鮮（韓国）を2国と見る限り、朝鮮人は二重国籍とみることができる」としたうえで、日韓の間に相互補償制度が存在すればよいとして、朝鮮籍への補償を認める態度を容認している。
また、日本の国際私法では、相続に関する法律関係は被相続人の本国法（国籍を有する国の法律）によるが（法の適用に関する通則法36条。つまり、例えばフランス人が死亡した際の相続人間の相続分などは、フランスの相続法により定まる）、被相続人が日本国籍を有しない在日韓国・朝鮮人の場合、被相続人が韓国籍を有していたとして韓国の相続法を適用するか、朝鮮国籍を有していたとして北朝鮮の相続法を適用するかが問題となる。
この点については細かな点でいろいろな見解に分かれるが、大きく分けると、通則法38条1項にいう「当事者が二以上の国籍を有する場合」に類似するものとして扱う考え方と、通則法38条3項にいう「当事者が地域により法を異にする国の国籍を有する場合」に類似するものとして扱う考え方に分かれる。なお、少数説として、端的に日本が承認している政府の定める法律（韓国法）によるべきとする見解、特殊な事情から国籍を連結点として採用する基礎がないとして住所地法あるいは常居所地法（日本法）によるべきとする見解もないわけではない。
実際上の処理としては、上記の問題点に関する検討過程が裁判書に記載されていないことが多く、個々の判決や審判がどのような見解を採用したのか不明な場合が多い。もっとも、韓国籍として外国人登録されている場合は、そのように登録した具体的な事情を考慮せずに、韓国法を適用する場合が多く、朝鮮籍として登録されている場合でも、どちらの国籍に属するか検討するプロセスを経ず、北朝鮮法の解釈に不明な点があるとか、法の内容が明らかであってもそれが日本の社会で受け入れがたい場合もある（例えば、北朝鮮法では不動産は相続財産を構成しないとされている。もっとも、北朝鮮において1995年に成立した対外民事関係法では、不動産の相続については不動産所在地法が準拠法になるとされており、日本所在の不動産の相続に関しては狭義の反致が成立するので日本の相続法が適用されることになった）などの事情もあり、韓国法を適用する場合が多いとされている。

### 日本人と朝鮮籍の者との結婚
朝鮮籍と日本人との婚姻において、自動的な国籍の変動（国籍の得喪）はない。一方の配偶者と同じ国籍を取るためには、国籍取得の手続きを取る必要がある。朝鮮籍の配偶者が日本国籍を取ることは先例上可能だが、日本人配偶者が朝鮮籍となることは朝鮮籍が便宜上の籍であるがために不可能である（朝鮮民主主義人民共和国から正式に国籍を承認された場合でも変わりはない）。
また、日本人と朝鮮籍の者との間の子は、日本国籍は有するが朝鮮籍との二重国籍にはならない。（日本国籍を有する以上、「朝鮮半島出身者およびその子孫等で，韓国籍をはじめいずれかの国籍があることが確認されていない者」との朝鮮籍の定義を満たさなくなる）